# Finspongspartiet
Finspongspartiet (FIP) var ett lokalt politiskt parti i Finspångs kommun.

## Historik
Partiet bildades i februari 1988, med namnet Finspångspartiet (Byalaget), och ställde upp i kommunalvalet i Finspång samma år. I valet 1991 hade partiet antagit det nya namnet, och fick 3 mandat. Valet 1994 fick partiet mandat. I valet 1998 fick partiet ett mandat, men var vågmästare då blocken hade 25 mandat var. Från 2002 och framåt har partiet inte ställt upp i val.